# ديفيد توماس كينغ
ديفيد توماس كينغ هو سياسي كندي، ولد في 22 يونيو 1946 في برث في أستراليا. حزبياً، نشط في الرابطة التقدمية المحافظة في ألبرتا ‏. وقد انتخب عضو الجمعية التشريعية ألبرتا.